# Боранілідени
Боранілідени (рос. боранилидены, англ. boranylidenes [borenes, borylenes]) — хімічні  сполуки RB:, які містять електрично нейтральний одновалентний атом В з двома формально незв'язуючими електронами.
Боранілідени — аналоги карбенів, нітренів.